# Raymundo Tovar
Raymundo Tovar (15 de marzo de 1942-30 de septiembre de 2012) fue un pelotari mexicano. Durante el Campeonato del Mundo de Pelota Vasca de 1966 ganó la medalla de plata en la especialidad de mano parejas junto a Ismael Hernández. Para el Campeonato del Mundo de Pelota Vasca de 1970, obtuvo la medalla de bronce en la especialidad de mano parejas junto a Rosendo Izquierdo. Durante los Juegos Olímpicos de México 1968 se hizo con la medalla de bronce en la especialidad de pelota mano junto a Ismael Hernández, Víctor Rivero y Rosendo Izquierdo. En el Campeonato del Mundo de Pelota Vasca de 1974, obtuvo la medalla de bronce en la especialidad de mano parejas junto a A. Saldaña.